# Rauenia darwinii
La tangara de Darwin o tangara de manto oliva (Rauenia bonariensis), también denominada tangara azul y amarilla (en Perú) o tangara azuliamarilla (en Ecuador), es una especie —o la subespecie Rauenia bonariensis darwinii, dependiendo de la clasificación considerada— de ave paseriforme de la familia Thraupidae, perteneciente al  género Rauenia, anteriormente colocada en los géneros Thraupis y luego en Pipraeidea (donde algunos autores todavía la mantienen). Es nativa de regiones andinas del noroeste y oeste de América del Sur.

## Distribución y hábitat
Se distribuye a lo largo del occidente de la cordillera de los Andes, desde Ecuador, por Perú, extremo oeste de Bolivia, hasta el norte de Chile (norte de Tarapacá).
Esta especie es considerada bastante común en una variedad de hábitats naturales: bosques ralos, matorrales, jardines, áreas cultivadas; en las regiones andinas en áreas más áridas entre 1500 y 2550 m de altitud, pero localmente hasta el nivel del mar, en Perú.

## Sistemática

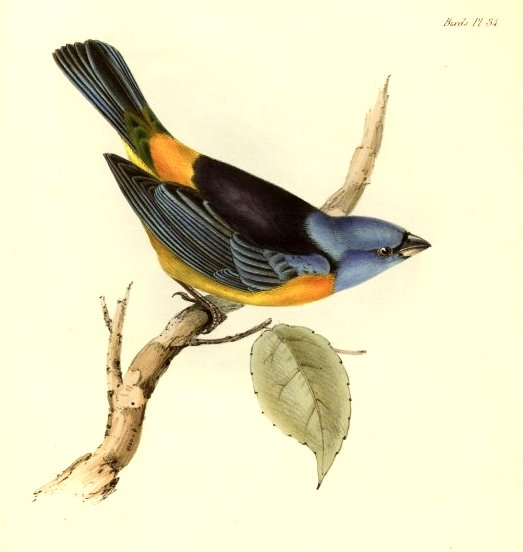
Tanagra darwinii = Rauenia darwinii, macho, ilustración de Gould en The zoology of the voyage of H.M.S. Beagle, 1839.

### Descripción original
La especie R. darwinii fue descrita por primera vez por el naturalista francés Charles Lucien Bonaparte en el año 1838 bajo el nombre científico Tanagra darwinii; su localidad tipo es: «Chile».

### Etimología
El nombre genérico femenino «Rauenia» es un epónimo cuya dedicación no ha sido explicitada por el autor; y el nombre de la especie «darwinii» conmemora al naturalista y exlorador británico Charles Robert Darwin
(1809–1882).

### Taxonomía
La presente especie, geográficamente aislada a occidente de los Andes, es tradicionalmente tratada como una subespecie de Rauenia bonariensis; sin embargo, las clasificaciones Aves del Mundo (HBW) y Birdlife International (BLI) la consideran como una especie separada, con base en diferencias morfológicas (menor tamaño, manto oliváceo y no negro).